# William Armstrong Percy
William Armstrong Percy (* 10. Dezember 1933 in Memphis; † 30. Oktober 2022 in Boston) war ein US-amerikanischer Hochschullehrer, Historiker, Autor und LGBT-Aktivist.

## Leben
Percy wurde in Memphis geboren. Seine Mutter war Anne Minor Dent, die bei ihrem verwitweten Onkel Dent Minor aufgewachsen war. Sein Cousin ist der katholische Autor und Philosoph Walker Percy und ihr gemeinsamer Onkel ist der Dichter und Jurist William Alexander Percy (Lanterns on the Levee).
Nach seiner Schulausbildung an der Middlesex School in Concord, Massachusetts und seinem dortigen Abschluss 1951 besuchte Percy die Princeton University. In seiner Studienzeit erlebte er die politische Verfolgung und gesellschaftliche Ächtung der McCarthy-Ära in den Vereinigten Staaten, in der unter anderem neben Kommunisten auch homosexuelle Menschen unter politischer Verfolgung litten. Percy ging zur US-amerikanischen Armee und studierte die norwegische Sprache an der Army Language School und begann als Übersetzer französischer Texte für die CIA auf der Insel Saipan zu arbeiten. Percy erhielt 1957 von der University of Tennessee im weiteren Verlauf seiner Ausbildung den Bachelor (B.A.). Nach einem weiteren Jahr Studium an der Universität Neapel wechselte Percy an die Cornell University und erreichte den Master (M.A.). 1964 wiederum erhielt er den Ph.D. von der Princeton University.
Percy unterrichtete in den folgenden Jahren an der University of New Orleans, der Louisiana State University und der University of Missouri. 1968 erhielt er eine Anstellung an der University of Massachusetts in Boston, wo er seit dem unterrichtete. 1975 erhielt er seine Promotion zum Professor und outete sich innerhalb seiner Universitätskollegen. Percy schloss sich in den folgenden Jahren der Lesben- und Schwulenbewegung an und schrieb Artikel und Bücher im LGBT-Bereich. Dabei verfasste er seine Memoiren, eine moderne Form von Lanterns on the Levee, in der er viele Familienmitglieder outet.
1994 lobte Percy einen Preis von 10.000 Dollar für das erfolgreiche Outing eines lebenden US-amerikanischen Kardinals, eines Richters am US-amerikanischen Supreme Court oder einem Vier-Sterne-General im Heer der Vereinigten Staaten aus. Seit der Entscheidung Lawrence v. Texas des Supreme Courts, die Homosexualität in den Vereinigten Staaten endgültig legalisierte, grenzte Percy das Preisgeld auf Kardinäle und Vier-Sterne Generäle ein. Es wurde für US-amerikanische Kardinäle und Vier-Sterne-Generäle später auf 20.000 Dollar angehoben.

## Werke
- gemeinschaftlich mit Jerah Johnson: The Age of Recovery: The Fifteenth Century (Vol. X, The Development of Western Civilization series). Cornell University Press, New York 1970.
- gemeinschaftlich mit Warren Johansson, Encyclopedia of Homosexuality. Ed. Wayne R. Dynes, 2. Ausgabe, New York: Garland, 1990. (Die Enzyklopädie gewann sechs Preise: The Laud Humphreys prize; Choice; American Libraries; American Library Association; New York Public Library; Gay and Lesbian Task Force of the American Library Association)
- gemeinschaftlich mit Warren Johansson: Outing: Shattering the Conspiracy of Silence. Haworth Press, New York 1994.
- Pederasty and Pedagogy in Archaic Greece. University of Illinois Press, Campagne/Urbana 1996, ISBN 0-252-02209-2.
- gemeinschaftlich mit Arnold Lelis und Beert Verstraete, The Age of Marriage in Ancient Rome. The Edwin Mellen Press, Lewiston/New York 2003.
- gemeinschaftlich mit Lewis Gannett, Biographie über Jim Kepner und C.A. Tripp
- Biographie über Warren Johansson
- gemeinschaftlich mit Lewis Gannett, The Intimate World of Abraham Lincoln. Free Press, 2005.
- gemeinschaftlich mit Vern Leroy Bullough, Judith M. Saunders und Sharon Valente, Before Stonewall: Activists for Gay and Lesbian Rights in Historical Context. Harrington Press, 2002
- gemeinschaftlich mit Warren Johansson, Same-Sex Desire and Love in Greco-Roman Antiquity and in the Classical Tradition of the West. Haworth Press, 1994